# Joe Johnson (basketballer)
Joe Marcus Johnson (Little Rock, 29 juni 1981) is een Amerikaans voormalig basketballer.

## Carrière

### Clubcarrière
Johnson speelde collegebasketbal voor de Arkansas Razorbacks van 1999 tot 2001. In 2001 werd hij in de eerste ronde van de NBA-draft door de Boston Celtics als tiende uitgekozen. Hij speelde een half seizoen voor de Celtics totdat hij geruild werd naar de Phoenix Suns samen met Randy Brown, Milt Palacio en een draftpick voor Tony Delk en Rodney Rogers. Hij speelde de rest van het seizoen uit voor de Phoenix Suns en werd aan het eind van het seizoen verkozen tot het NBA All-Rookie Second Team. Hij speelde daarna drie seizoenen voor de Suns en speelde quasi alle wedstrijden die seizoenen.
In augustus 2005 werd hij geruild naar de Atlanta Hawks voor Boris Diaw en twee draftpicks. Hij speelde bij de Hawks zeven seizoenen als starter en werd in 2007 voor het eerst geselecteerd voor het NBA All-Star Game.  De 5 daarop volgende seizoenen werd hij elke keer geselecteerd voor het All Star Game en in 2010 tot All-NBA Third Team. Hij werd door de Hawks in 2012 geruild naar de Brooklyn Nets voor Jordan Farmar, Anthony Morrow, Johan Petro, DeShawn Stevenson, Jordan Williams en twee draftpicks. Hij speelde drie en een half seizoen voor de Nets, zijn contract werd in februari 2016 ontbonden. Hij tekende daarop als vrije speler bij de Miami Heat. In juli tekende hij bij Utah Jazz en speelde er anderhalf seizoen. 
Hij werd in 2018 als onderdeel van een ruil tussen drie ploegen geruild naar de Sacramento Kings. Verder waren ook Dimitrios Agravanis, Iman Shumpert, Jae Crowder, Derrick Rose, Artūras Gudaitis, George Hill, Rodney Hood en meerdere draftpicks. Drie dagen later werd zijn contract ontbonden. Hij deed de rest van het seizoen uit bij de Houston Rockets.
In 2019 tekende hij bij de Triplets in de BIG3. Hij tekende dat seizoen ook nog voor een maand bij de Detroit Pistons. In 2019 won hij zijn eerste BIG3-kampioenschap met de Triplets. Hij nam in 2020 deel met de Overseas Elite aan The Basketball Tournament. Aan het eind van december 2021 tekende hij een 10-dagen contract bij de Boston Celtics en speelde een wedstrijd voor hen. Het was 19 jaar en 305 dagen geleden dat hij ook voor de Celtics speelde, een record voor het grootste verschil tussen twee speelmomenten voor dezelfde club. In 2022 kondigde hij zijn pensioen aan in de BIG3.

### Nationale ploeg
In 2006 nam hij met de Amerikaanse nationale ploeg deel aan het wereldkampioenschap waar ze een bronzen medaille haalden. In 2022 speelde hij enkele kwalificatiewedstrijden voor de FIBA AmeriCup met de Amerikaanse ploeg.

## Erelijst
- NBA All-Star: 2007, 2008, 2009, 2010, 2011, 2012, 2014
- All-NBA Third Team: 2010
- NBA All-Rookie Second Team: 2002
- Wereldkampioenschap:  (2006)
- BIG3-kampioen: 2019

## Statistieken

### Regulier seizoen
| Seizoen  | Team            | WG   | WS   | MPW  | 2P%   | 3P%  | FW%  | RPW | APW | SPW | BPW | PPW  |
| -------- | --------------- | ---- | ---- | ---- | ----- | ---- | ---- | --- | --- | --- | --- | ---- |
| 2001/02  | Boston Celtics  | 48   | 33   | 20,9 | 43,9  | 27,3 | 76,9 | 2,9 | 1,5 | 0,7 | 0,2 | 6,3  |
| 2001/02  | Phoenix Suns    | 29   | 27   | 31,5 | 42,0  | 33,3 | 77,8 | 4,1 | 3,6 | 0,9 | 0,4 | 9,6  |
| 2002/03  | Phoenix Suns    | 82   | 34   | 27,5 | 39,7  | 36,6 | 77,4 | 3,2 | 2,6 | 0,8 | 0,2 | 9,8  |
| 2003/04  | Phoenix Suns    | 82   | 77   | 40,6 | 43,0  | 30,5 | 75,0 | 4,7 | 4,4 | 1,1 | 0,3 | 16,7 |
| 2004/05  | Phoenix Suns    | 82   | 82   | 39,5 | 46,1  | 47,8 | 75,0 | 5,1 | 3,5 | 1,0 | 0,3 | 17,1 |
| 2005/06  | Atlanta Hawks   | 82   | 82   | 40,7 | 45,3  | 35,6 | 79,1 | 4,1 | 6,5 | 1,3 | 0,4 | 20,2 |
| 2006/07  | Atlanta Hawks   | 57   | 57   | 41,4 | 47,1  | 38,1 | 74,8 | 4,2 | 4,4 | 1,1 | 0,2 | 25,0 |
| 2007/08  | Atlanta Hawks   | 82   | 82   | 40,8 | 43,2  | 38,1 | 83,4 | 4,5 | 5,8 | 1,0 | 0,2 | 21,7 |
| 2008/09  | Atlanta Hawks   | 79   | 79   | 39,5 | 43,7  | 36,0 | 82,6 | 4,4 | 5,8 | 1,1 | 0,2 | 21,4 |
| 2009/10  | Atlanta Hawks   | 76   | 76   | 38,0 | 45,8  | 36,9 | 81,8 | 4,6 | 4,9 | 1,1 | 0,1 | 21,3 |
| 2010/11  | Atlanta Hawks   | 72   | 72   | 35,5 | 44,3  | 29,7 | 80,2 | 4,0 | 4,7 | 0,7 | 0,1 | 18,2 |
| 2011/12  | Atlanta Hawks   | 60   | 60   | 35,5 | 45,4  | 38,8 | 84,9 | 3,7 | 3,9 | 0,8 | 0,2 | 18,8 |
| 2012/13  | Brooklyn Nets   | 72   | 72   | 36,7 | 42,3  | 37,5 | 82,0 | 3,0 | 3,5 | 0,7 | 0,2 | 16,3 |
| 2013/14  | Brooklyn Nets   | 79   | 79   | 32,6 | 45,4  | 40,1 | 81,5 | 3,4 | 2,7 | 0,6 | 0,1 | 15,8 |
| 2014/15  | Brooklyn Nets   | 80   | 80   | 34,9 | 43,5  | 35,9 | 80,1 | 4,8 | 3,7 | 0,7 | 0,2 | 14,4 |
| 2015/16  | Brooklyn Nets   | 57   | 57   | 33,9 | 40,6  | 37,1 | 85,2 | 3,9 | 4,1 | 0,7 | 0,0 | 11,8 |
| 2015/16  | Miami Heat      | 24   | 24   | 32,1 | 51,8  | 41,7 | 76,5 | 2,8 | 3,6 | 0,9 | 0,1 | 13,4 |
| 2016/17  | Utah Jazz       | 78   | 14   | 23,6 | 43,6  | 41,1 | 81,8 | 3,1 | 1,8 | 0,5 | 0,2 | 9,2  |
| 2017/18  | Utah Jazz       | 32   | 3    | 21,9 | 42,0  | 27,4 | 83,3 | 3,3 | 1,4 | 0,4 | 0,2 | 7,3  |
| 2017/18  | Houston Rockets | 23   | 1    | 22,0 | 38,1  | 27,9 | 95,2 | 2,8 | 1,7 | 0,3 | 0,0 | 6,0  |
| 2021/22  | Boston Celtics  | 1    | 0    | 2,0  | 100,0 | –    | –    | 0,0 | 0,0 | 0,0 | 0,0 | 2,0  |
| Carrière | Carrière        | 1277 | 1091 | 34,6 | 44,1  | 37,1 | 80,2 | 4,0 | 3,9 | 0,8 | 0,2 | 16,0 |
| All Star | All Star        | 6    | 1    | 16,8 | 39,0  | 31,0 | 0,0  | 0,8 | 1,3 | 1,2 | 0,0 | 8,8  |

### Play-offs
| Seizoen  | Team          | WG  | WS | MPW  | 2P%  | 3P%  | FW%  | RPW | APW | SPW | BPW | PPW  |
| -------- | ------------- | --- | -- | ---- | ---- | ---- | ---- | --- | --- | --- | --- | ---- |
| 2002/03  | Phoenix Suns  | 6   | 0  | 27,3 | 27,5 | 15,4 | 40,0 | 4,3 | 1,3 | 0,7 | 0,3 | 5,3  |
| 2004/05  | Phoenix Suns  | 9   | 9  | 39,4 | 50,4 | 55,6 | 69,7 | 4,3 | 3,3 | 1,1 | 0,4 | 18,8 |
| 2007/08  | Atlanta Hawks | 7   | 7  | 39,3 | 40,9 | 44,4 | 90,9 | 3,9 | 4,0 | 0,3 | 0,0 | 20,0 |
| 2008/09  | Atlanta Hawks | 11  | 11 | 39,0 | 41,7 | 35,3 | 62,2 | 4,5 | 3,5 | 1,3 | 0,0 | 16,4 |
| 2009/10  | Atlanta Hawks | 11  | 11 | 40,0 | 38,7 | 22,0 | 81,0 | 5,1 | 5,0 | 0,9 | 0,3 | 17,9 |
| 2010/11  | Atlanta Hawks | 12  | 12 | 41,4 | 43,9 | 42,9 | 81,0 | 4,6 | 3,3 | 1,1 | 0,1 | 18,8 |
| 2011/12  | Atlanta Hawks | 6   | 6  | 40,5 | 37,3 | 25,0 | 75,0 | 3,5 | 3,5 | 1,3 | 0,2 | 17,2 |
| 2012/13  | Brooklyn Nets | 7   | 7  | 38,7 | 41,7 | 25,6 | 88,9 | 3,1 | 2,7 | 1,1 | 0,0 | 14,9 |
| 2013/14  | Brooklyn Nets | 12  | 12 | 39,1 | 53,3 | 41,5 | 83,7 | 3,8 | 2,9 | 0,5 | 0,3 | 21,2 |
| 2014/15  | Brooklyn Nets | 6   | 6  | 41,5 | 36,2 | 29,3 | 79,2 | 7,7 | 4,8 | 1,2 | 0,0 | 16,5 |
| 2015/16  | Miami Heat    | 14  | 14 | 35,1 | 43,0 | 28,3 | 87,5 | 4,7 | 2,5 | 0,6 | 0,2 | 12,1 |
| 2016/17  | Utah Jazz     | 11  | 2  | 29,7 | 43,6 | 33,3 | 73,3 | 3,9 | 2,5 | 0,5 | 0,1 | 12,9 |
| 2017/18  | Utah Jazz     | 8   | 0  | 6,8  | 35,3 | 0,0  | -    | 1,3 | 0,4 | 0,0 | 0,1 | 1,5  |
| Carrière | Carrière      | 120 | 97 | 35,5 | 42,7 | 33,9 | 77,9 | 4,2 | 3,1 | 0,8 | 0,2 | 15,2 |